# Phare de Salou
Le phare de Salou est un phare situé sur le cap de Salou (es) dans la municipalité de Salou, dans la province de Tarragone (Catalogne) en Espagne.
Il est géré par l'autorité portuaire de Tarragone.

## Histoire
Malgré son emplacement à 10 km au sud-est du port de Tarragone, il a été mis en service en 1858 pour faciliter la navigation vers celui-ci. Il est érigé sur un petit cap das Salou. C'est une petite tour de 11 m de haut en maçonnerie, avec galerie et lanterne, montée sur une maison de gardien d'un seul étage. Le phare est peint en blanc avec une seule bande rouge étroite sous la galerie et la lanterne ainsi que son dôme sont entièrement en verre. Le phare a été électrifié entre 1951 et 1954 en bénéficiant d'un nouveau système optique. En 1974 un radiophare y a été installé. Il émet 4 éclats bancs toutes les 20 secondes à une hauteur focale de 4" m au-dessus du niveau de la mer.
Identifiant : ARLHS : SPA043 ; ES-28700 - Amirauté : E0386 - NGA : 5632.
|                  |
| Caractéristiques |

### Lien connexe
- Liste des phares d'Espagne